# Phoebe Cates
Phoebe Cates (født 16. juli 1963) er en amerikansk skuespiller, bedst kendt for sine teenageroller i filmene Fast Times at Ridgemont High (1982) og Gremlins (1984).
Hun er gift med skuespilleren Kevin Kline og ejer butikken Blue Tree på Madison Avenue i New York.